# 交響曲第5番 (ヴォーン・ウィリアムズ)
レイフ・ヴォーン・ウィリアムズの交響曲第5番（英語：Symphony No. 5）は、1938年から1943年にかけて作曲された、ニ長調の交響曲。ヴォーン･ウィリアムズの交響曲のうちでは、日本での演奏機会が最も多い作品。

## 概要
1943年6月24日にロンドンのロイヤル・アルバート・ホールにて、作曲者指揮、ロンドン・フィルハーモニー管弦楽団演奏により初演された。曲はシベリウスに献呈された。
同時期に作曲が進められていたオペラ「天路歴程」と共通の材料が多く用いられている。1935年初演の交響曲第4番で見られた暴力的な不協和音や緊張感は影を潜め、田園交響曲（交響曲第3番）以前の穏やかな作風に回帰しているが、交響曲第6番以降顕著に見られる独自の旋法性も現れ始めている。

## 楽器編成
ヴォーン･ウィリアムズの交響曲のうち、最も編成が小さい。
フルート2（1人はピッコロ持ち替え）、オーボエ、コーラングレ、クラリネット2、ファゴット2、ホルン2、トランペット2、トロンボーン3、ティンパニ、弦五部。 

## 楽曲構成

### 第1楽章 プレリュード Moderato
ニ長調、4/4拍子。ニ長調ではあるがハ長調などとの複調が多く用いられている。ソナタ形式。チェロとコントラバスによる低音ハの上に主題や動機が現れる。冒頭のホルンによる付点リズムはニ長調だが、穏やかな民謡調の第1主題はニ短調の色合いが濃い。このホルンの付点リズムによる音は師であるモーリス・ラヴェルのダフニスとクロエ冒頭部分からの引用である。第1主題では冒頭から現れているチェロ・コントラバスのハ音が和声の軸として統一的に用いられている。感動的な第2主題はホ長調→ホ短調で、第1主題よりも幾分か感情の高まりが激しい。展開部はAllegro、2/2拍子に速度を速め、2つの主題のほか、提示部の最後に現れた半音下降する動機も用いられ、忙しなく動き回る。再現部、第2主題が変ロ長調で再現される辺りが楽章のクライマックスである。

### 第2楽章 スケルツォ Presto misterioso
イ短調、3/4拍子。忙しなく上下する弦楽器の上に木管が素朴な旋律を奏でる部分を主体とする。これに第1楽章でも現れた半音下降の動機、トロンボーンのユニゾンに始まる管楽器のコラール、2/4拍子の旋法的な旋律などが挿入される。

### 第3楽章 ロマンツァ Lento
ハ長調あるいはイ短調、3/4拍子。ゆったりと半音階的に移ろう弱音器付きの弦楽合奏で開始される。コーラングレやホルンの不安めいた導入、それに木管のたゆたうような絡みや、金管の咆哮も現れるが、主体となっているのは弦楽器による祈るような美しい旋律である。最後はイ長調で安らかに終結する。

### 第4楽章 パッサカリア Moderato
ニ長調、3/4拍子で始まる。パッサカリアとあるが、主題は常に低音に現れているわけではない。パッサカリア主題は冒頭、チェロに現れる穏やかなものだが、次の変奏から次々に現れる高音楽器の対旋律も重要である。次第に雰囲気が楽しげになり盛り上がるが、その頂点でトロンボーンだけが残ると突然ヘ長調、4/4拍子になり、ソナタ形式の展開部のような部分に入る。その部分の最後で第1楽章の主題が回帰するとTranquilloとなり、パッサカリア主題やその対旋律が安らかに回想されて曲を結ぶ。